# 豐群水產
豐群水產股份有限公司（英語：FCF Co., Ltd.）是臺灣一家以水產貿易為主要業務的民營企業，其業務範圍橫跨全球各大洋。

## 概略
在臺灣遠洋漁業發展初期，基於國內外實際經濟環境需要，豐群水產股份有限公司於1972年正式創立。
該企業主要從事冷凍鮪魚之國際貿易，並持續設立海外漁業基地等相關配套服務架構，同時進行收購魚獲及經營漁船補給業務，提供國內外遠洋鮪魚與魷魚船隊船東供應鏈及物流服務，且持續進行資源整合與市場結盟。

## 業務產品
- 販賣冷凍鮪魚與魷魚及其加工產品
- 販賣超低溫鮪魚
- 世界三大洋及其鄰近港口之漁船相關服務，並於當地設有分公司、辦事處等
- 魚貨運搬相關服務
- 全球三大洋之海上及港內加油[1]

## 外部連結
- 豐群水產股份有限公司（页面存档备份，存于）